# Daniel Patrick Moynihan
Daniel Patrick Moynihan (Tulsa, 1927. március 16. – Washington, 2003. március 26.) az Amerikai Egyesült Államok szenátora (New York, 1977–2001).